# Olaf Lurvik
Olaf Lurvik (né le 23 septembre 1963 à Trondheim, en Norvège) est un coureur cycliste norvégien.

## Biographie
Olaf Lurvik est professionnel entre 1988 et 1991.

## Palmarès
- 1985
  -  Champion de Norvège de poursuite par équipes[n 3]

- 1987
  - Champion des Pays nordiques du contre-la-montre par équipes[n 4]
  - Ringerike Grand Prix
  - Circuit berrichon
  - Tour de la Somme :
    - Classement général
    - Trois étapes[1]

  - Paris-Vierzon
  - Paris-Connerré

- 1988
  - 3e du Duo normand (avec Atle Kvålsvoll)
  - 3e du Tour de la Communauté européenne

- 1989
  - 3e de la Milk Race

- 1990
  - Tour de Norvège
  - Paris-Chauny
  - Paris-Laon
  - Tour de Vendée amateurs
  - 2e de Paris-Évreux
  - 2e de Paris-Ézy
  - 2e de la Ronde de l'Oise
  - 2e de Paris-Auxerre
  - 3e de Paris-Roubaix amateurs

- 1991
  - 2e de Paris-Camembert

## Résultat sur le Tour de France
1 participation
- 1991 : 73e